# Mikko Pesälä
Veijo Mikko Pesälä (ur. 30 listopada 1938 w Iitti) – fiński polityk, wieloletni deputowany i poseł do Parlamentu Europejskiego, były minister rolnictwa i leśnictwa.

## Życiorys
Z wykształcenia i zawodu rolnik, pracował w tym sektorze od 1958. Działał w bankach spółdzielczych i organizacjach hodowców bydła. Wstąpił do Partii Centrum. W latach 1975–1999 nieprzerwanie sprawował mandat deputowanego do parlamentu Finlandii (Eduskunta), reprezentując okręg wyborczy Kymi. W okresie 1994–1995 był ministrem rolnictwa i leśnictwa w rządzie Eska Aha. W 1999 uzyskał mandat posła do Parlamentu Europejskiego, w którym zasiadał do 2004. Był członkiem grupy Partii Europejskich Liberałów, Demokratów i Reformatorów oraz Komisji Rolnictwa i Rozwoju Obszarów Wiejskich. Później wycofał się z aktywności politycznej.